# Felix Weingartner
Paul Felix Weingartner (Zara, 2 giugno 1863 – Winterthur, 7 maggio 1942) è stato un compositore e direttore d'orchestra austriaco.

## Biografia
Compì i primi studi di musica al Conservatorio di Graz e, dopo una parentesi a Lipsia dove studiò filosofia, perfezionò la sua tecnica con Liszt e iniziò dal 1884 a dirigere l'Opera di Königsberg e dal 1885 al 1887 è Maestro di cappella a Danzica, in Amburgo fino al 1889 e Mannheim fino al 1891.
Nel 1902 dirige le sinfonie di Beethoven a Magonza e dal 1898 al 1905 fu Direttore stabile della Münchner Philharmoniker.
Si fa notare per la sua profonda preparazione nelle interpretazioni a Berlino, Monaco, Vienna e Amburgo.
Autore di sette sinfonie e molte pagine sinfoniche e di musica da camera, ha scritto anche vari saggi critici e revisioni, fra cui un'opera omnia su Berlioz.
Il maestro è stato Direttore designato dal 1908 al 1927 dei Wiener Philharmoniker.
Ancora dal 1908 al 1911 è stato Direttore Generale al Wiener Staatsoper, tornando dal 1935 al 1936, e dal 1919 al 1924 è stato Direttore al Wiener Volksoper.
Nel 1908 allo Staatsoper di Vienna ha diretto Fidelio, Der Widerspenstigen Zähmung di Hermann Goetz, Joseph di Étienne Nicolas Méhul e Die Fledermaus e al Theater an der Wien Aschenbrödel di Strauss.
Ancora allo Staatsoper nel 1909 dirige Die lustigen Weiber von Windsor di Nicolai, Aida, Lo speziale, L'isola disabitata di Joseph Haydn, La serva padrona, Der Barbier von Bagdad di Peter Cornelius e Versiegelt di Leo Blech, nel 1910 Tosca e nel 1911 Benvenuto Cellini.
Nel 1920 allo Staatsoper vanno in scena le sue Die Dorfschule, diretta da Weingartner nell'ultima replica e Meister Andrea con Elisabeth Schumann.
Nel 1921 al Teatro San Carlo di Napoli dirige Parsifal con Benvenuto Franci ed Angelo Masini Pieralli ed allo Statsoper nel 1925 Carmen e nel 1927 Lohengrin con Maria Jeritza.
Nuovamente allo Staatsoper nel 1935 dirige Der Fliegende Holländer con Mária Németh, La fiera di Soročincy, L'Heure espagnole, Die Entführung aus dem Serail, Parsifal, Così fan tutte con Jarmila Novotná e Sigfrido e nel 1936 Samson et Dalila, Der Bettelstudent di Karl Millöcker e Don Quixote di Wilhelm Kienzl dirigendo fino al 1937.

## Opere

### Composizioni
- Sakuntala, del 1884
- Orestes, Orestea, trilogia del 1902
- Kain und Abel, Caino e Abele, del 1914
- Meister Andrea, Mastro Andrea, del 1920

### Saggi critici
- Die Symphonie nach Beethoven, La sinfonia dopo Beethoven, del 1897

## Discografia
- Beethoven's Complete Symphonies 1927-1938, the First Recordings - Felix Weingartner, Stardust
- Weingartner dirigiert Beethoven: Symphonie Nr. 9 in D-Moll - Felix Weingartner, Preiser
- Beethoven: Symphony No. 3 - Triple Concerto - Wiener Philharmoniker/Felix Weingartner, Fono
- Berlioz: Symphonie Fantastique - Wagner: Siegfried Idyll - London Symphony Orchestra/London Philharmonic Orchestra/Felix Weingartner, Fono
- Brahms: The Four Symphonies - London Symphony Orchestra/Felix Weingartner/London Philharmonic Orchestra, Fono